# Heinrich Zador
Heinrich Zador, auch Henry Béla Zádor und andere Namensschreibweisen, (hebräisch היינריך זדור; geboren 24. Juni 1905 in Budapest, Österreich-Ungarn; gestorben 3. Oktober 1981 in Bnei Brak) war ein israelischer Schriftsteller.

## Leben
Heinrich Zador studierte Nationalökonomie, Psychologie und Musik in Zürich und Berlin und wurde 1928 mit einer volkswirtschaftlichen Dissertation in Zürich promoviert. Seit 1930 lebte er in der Tschechoslowakei und engagierte sich als Zionist. 1939 floh er nach Palästina und lebte in Bnei Brak. Für seinen Lebensunterhalt arbeitete er als Versicherungsangestellter und Geschäftsführer einer Konservenfabrik. Zador schrieb in deutscher Sprache mehrere Romane, er schrieb außerdem in Ungarisch, Hebräisch und Englisch. 1949 gewann er einen Kurzgeschichtenwettbewerb in London. In den 1970er Jahren veröffentlichte er regelmäßig politische Analysen für die Zeitschrift Europäische Wehrkunde. Er war Mitglied des Verbandes deutschsprachiger Schriftsteller Israels.

## Werke (Auswahl)
- Die Bedeutung der Donau für den ungarischen Aussenhandel vor und nach dem Weltkrieg. Budapest, 1928. Zürcher rechts- u. staatswiss. Diss.
- Traum in der Fremde. Roman. 1946. Veröffentlicht in: Volksstimme, St. Gallen, Dez. 1946/Jan. 1947
- Die Toten öffnen das Tor. 1947
- Das Ende und der Beginn. Tel Aviv, 1953. Veröffentlicht in: Jediot Chadashot, April–August 1958
- Die Erfüllung : Roman. München : Lucas Cranach Verlag, 1958
- Aus Abend und Morgen: der erste Tag. Erzählung. München : Lucas Cranach Verlag, 1960
- Hittin: ein Kreuzfahrer : Roman. München : Lucas Cranach Verlag, 1963
  - Der Weg nach Hittin : Aufbruch und Verfall der Kreuzzugsidee. München : Claudius-Verlag, 1966
- Nicht die Zeit für Träume. 1966 Veröffentlicht in: Jediot Chadashot, 1965
- Berichte über einen König. 1970
- Der Yom Kippur-Krieg vor dem Untersuchungsgericht. 1975
- Der Bürgerkrieg im Libanon, in: Europäische Wehrkunde, 25 (1976), S. 611–614